# 弗里蘭公園 (印地安納州)
弗里蘭公園（英語：Freeland Park）是位於美國印地安納州本頓縣的一個非建制地區。該地的面積和人口皆未知。

## 地理
弗里蘭公園的座標為40°36′52″N 87°29′28″W / 40.61444°N 87.49111°W，而該地的平均海拔高度為220米（即722英尺）。